# Fosmet
Fosmet (systematický název (dimethoxyfosfinthioylthiomethyl)isoindolin-1,3-dion) je organofosfát odvozený od ftalimidu. Používá se jako nesystémový insekticid k hubení hmyzu na rostlinách a zvířatech. Hlavní oblastí použití je ošetřování jabloní proti obaleči jablečnému, používá se však na široké škále na dalších rostlinách ovocných (včetně révy vinné) i okrasných proti mšicím, housenkám, roztočům a octomilkám.

## Bezpečnost
Fosmet je na americkém Seznamu extrémně nebezpečných látek. Je vysoce toxický pro včely.
Mark Purdey přišel s kontroverzní hypotézou, že fosmet může hrát klíčovou roli v epidemii bovinní spongiformní encefalopatie (BSE).
Studie z roku 2010 zjistila, že každé desetinásobné zvýšení organofosfátových metabolitů koreluje s 55% až 72% zvýšením incidence ADHD u dětí.